# Anton Kriel
Pour les articles homonymes, voir Kriel.
Anton Kriel, né le 11 septembre 1964, est un joueur sud-africain de badminton.

## Carrière
Il remporte aux Championnats d'Afrique 1992 la médaille d'or en double mixte avec Lina Fourie et la médaille d'or en double messieurs avec Nico Meerholz.
Anton Kriel participe aux tournois de simple messieurs et de double messieurs (avec Nico Meerholz) des Jeux olympiques d'été de 1992 à Barcelone ; il est éliminé dès le premier tour dans les deux tournois.
Il remporte aux Championnats d'Afrique 1998 la médaille d'or en double mixte avec Michelle Edwards et la médaille d'or en double messieurs avec Johan Kleingeld.